# Innesa vittata
Innesa vittata är en spindeldjursart som beskrevs av Roewer 1934. Innesa vittata ingår i släktet Innesa och familjen Ammotrechidae. Inga underarter finns listade i Catalogue of Life.